# ذخیره‌گاه طبیعی کاتون
ذخیره‌گاه طبیعی کاتون (به لاتین: Katun Nature Reserve) یک منطقهٔ مسکونی در روسیه است که در جمهوری آلتای واقع شده‌است.